# James Sharpe
Pour les articles homonymes, voir Sharpe.
James Sharpe, né le 9 novembre 1962 à Eindhoven, est un athlète et homme politique néerlandais.
Membre du Parti pour la liberté, il siège à la Seconde Chambre des États généraux du 17 juin au 19 novembre 2010. Il traite principalement de sports, des infrastructures et des grands projets et est remplacé par Ino van den Besselaar. Il quitte son siège parlementaire après qu'il a été révélé qu'il était responsable de la compagnie de télécom hongroise Digitania qui a reçu une amende record en 2008 pour avoir trompé des consommateurs.
Sharpe étudie la finance à l'université de Tilburg, pratique les courses de haies, participant notamment au éliminé aux séries 110 mètres haies des Jeux olympiques d'été de 1992 à Barcelone sous les couleurs des Antilles néerlandaises, et travaille dans la télécommunication.
Il est marié à deux reprises et vit dans la municipalité roumaine de Sângeorgiu de Mureș.